# Lista över skulpturer i Jerevan
Lista över skulpturer i Jerevan är en ofullständig lista över skulpturer i Jerevan i Armenien.

## Statyer
| År   | Bild | Avbildad person                          | Plats                                                          | Distrikt         | Skulptör                                  | Arkitekt                                   |
| ---- | ---- | ---------------------------------------- | -------------------------------------------------------------- | ---------------- | ----------------------------------------- | ------------------------------------------ |
| 1931 |      | Stepan Shahumjan                         | Stepan Shahumjanplatsen                                        | Kentron          | Sergej Merkurov                           | Ivan Zholtovskij                           |
| 1933 |      | Chatjatur Abovjan                        | Chatjatur Abovjanmuseet                                        | Kanaker          | Andreas Ter-Marukian                      |                                            |
| 1949 |      | Alexander Pusjkin                        | Alexander Pusjkinskolan                                        | Kentron          | Grigor Aharonjan                          |                                            |
| 1950 |      | Chatjatur Abovjan                        | Chatjatur Abovjanplatsen                                       | Kentron          | Suren Stepnanjan                          | Gevorg Tamanjan                            |
| 1950 |      | Nelson Stepanjan                         | Barnens park                                                   | Kentron          | Ara Sargsjan                              | Grigor Aghababajan                         |
| 1955 |      | Ghazaros Aghajan                         | Ghazaros Aghajanskolan, Kievjangatan 63                        | Arabkir          | Jerem Vardanjan                           |                                            |
| 1955 |      | Komitas Vardapet                         | Komitas Pantheon                                               | Shengavit        | Grigor Aghababajan                        |                                            |
| 1956 |      | Nar-Dos                                  | Nar-Dosskolan, Jervand Kochargatan 14                          | Kentron          | S. Manasjan                               |                                            |
| 1956 |      | Hunan Avetisjan                          | Hunan Avetisjanskolan, Bagratunjatsgatan 74                    | Shengavit        | Theresa Mirzojan                          | Eduard Sarapjan                            |
| 1956 |      | Anton Tjechov                            | Anton Tjechovskolan, Marskalk Baghramianavenyn 55              | Kentron          | Grigor Aharonjan                          | Eduard Sarapjan                            |
| 1957 |      | Simon Zakijan                            | Barnens park                                                   | Kentron          | Ara Harutjunjan                           | S. Nersisjan                               |
| 1957 |      | Stepan Shahumjan                         | Stepan Shahumjan, Mashtotsavenyn 1                             | Kentron          | Sargis Baghdasarjan                       | Jim Torosjan                               |
| 1957 |      | Hovhannes Tumanjan                       | Frihetsplatsen                                                 | Kentron          | Ara Sargsjan                              | Grigor Aghababajan                         |
| 1957 |      | Alexander Spendiarjan                    | Frihetsplatsen                                                 | Kentron          | Ghukas Chubaryan, Ara Sargsjan            | Feniks Darbinjan, Grigor Aghababajan       |
| 1958 |      | Alexander Shirvanzade                    | Shirvanzadeskolan, Komitasavenyn                               | Arabkir          | Ara Harutjunjan                           | Feniks Darbinjan                           |
| 1959 |      | David av Sasun                           | David av Sassuntorget, Jerevans järnvägsstation                | Erebuni          | Jervand Kochar                            | Mikael Mazmanjan                           |
| 1961 |      | Aghasi Khanjian                          | Komitas Pantheon                                               | Shengavit        | Nikoghajos Nikoghosjan                    | Grigor Aghababajan                         |
| 1963 |      | Sayat-Nova                               | Vid Sajat-Nova musikakademi                                    | Kentron          | Ara Harutjunjan                           | Eduard Sarapjan                            |
| 1963 |      | Anania Shirakatsi                        | Matenadaran                                                    | Kentron          | Grigor Badaljan                           |                                            |
| 1964 |      | Vahan Terian                             | Vahan Terian, Tigran Metsavenyn 60                             | Erebuni          | Arsham Shahinjan                          | B. Harutjunjan                             |
| 1965 |      | Moses Khorenatsi                         | Matenadaran                                                    | Kentron          | Jerem Vardanjan                           |                                            |
| 1965 |      | Mikael Nalbandian                        | Ringparken, Nalbandjangatan                                    | Kentron          | Nikaghajos Nikoghosjan                    | Jim Torosjan                               |
| 1965 |      | Avetik Isahakjan                         | Abovjangatan                                                   | Kentron          | Sargis Baghdasarjan                       | Liparit Madojan                            |
| 1965 |      | Hagop Baronian                           | Frihetsplatsen                                                 | Kanaker-Zeytun   | Sargis Baghdasarjan                       |                                            |
| 1967 |      | Mesrop Masjtots                          | Matenadaran                                                    | Kentron          | Ghukas Chubarjan                          |                                            |
| 1967 |      | Mkhitar Gosh                             | Matenadaran                                                    | Kentron          | Ghukas Chubarjan                          |                                            |
| 1967 |      | Frik                                     | Matenadaran                                                    | Kentron          | Suren Nazarjan                            |                                            |
| 1967 |      | Toros Roslin                             | Matenadaran                                                    | Kentron          | Arsham Shahinjan                          |                                            |
| 1967 |      | Grigor Tatevatsi                         | Matenadaran                                                    | Kentron          | Adibek Grigorjan                          |                                            |
| 1967 |      | Vahagn                                   | Admiral Isakovavenyn                                           | Malatia-Sebastia | Karlen Nurinjanyan                        |                                            |
| 1970 |      | Stepan Shahumjan                         | Sebastiagatan                                                  | Malatia-Sebastia | Friedrich Soghojan                        |                                            |
| 1970 |      | Hrachya Acharjan                         | Hrachya Acharjanskolan, Korjungatan 71                         | Kentron          | Rafayel Yekmalyan, Hovhannes Hovhannisjan |                                            |
| 1971 |      | Liparit Mkhchjan                         | Engelska parken                                                | Kentron          | Hovhannes Hovhannisjan                    |                                            |
| 1972 |      | Daniel Varoujan                          | Daniel Varujanskolan, Sebastiagatan 89                         | Malatia-Sebastia | Torgom Chorekchjan                        |                                            |
| 1972 |      | Gabriel Sundukian                        | Engelska parken                                                | Kentron          | Ara Harutjunjan                           |                                            |
| 1973 |      | Levon Orbeli                             | Bröderna Orbeligatan                                           | Arabkir          | Gabriel Yeproyan                          |                                            |
| 1973 |      | Armenak Mnjoyan                          | Teknologiska centret för organisk kemi, Azatutjangatan         | Arabkir          | S. Manasyan, Hovhannes Muradyan           |                                            |
| 1974 |      | Alexander Tamanian                       | Kaskaden, Tamanjangatan                                        | Kentron          | Artashes Hovsepyan                        | S. Petrosyan                               |
| 1974 |      | Aleksandr Gribojedov                     | Vid Biografen Ryssland, Tigran Metsavenyn                      | Kentron          | Hovhannes Bejanyan                        | Spartak Kndeghtsyan                        |
| 1974 |      | Nairi Zarian                             | Nairi Zarianskolan, Hakob Hakobyangatan 130                    | Arabkir          | Nikoghayos Nikoghosyan                    | Jim Torosyan                               |
| 1975 |      | Hayk                                     | Första kvarteret                                               | Nor Nork         | Karlen Nurinjanyan                        |                                            |
| 1975 |      | Vardan Mamikonian                        | Ringparken                                                     | Kentron          | Jervand Kochar                            | Stepan Kyurkchyan                          |
| 1975 |      | Hayk Gyulikekhvyan                       | Mashtotsavenyn                                                 | Kentron          |                                           |                                            |
| 1977 |      | Hayk Bzhishkyan                          | Gaiavenyn                                                      | Nor Nork         | Suren Nazaryan                            | Sarkis Gurzadyan                           |
| 1978 |      | Paruyr Sevak                             | Paruyr Sevakskolan, Avanesovgatan 123                          | Erebuni          | Ara Shiraz                                | Jim Torosyan                               |
| 1980 |      | Alexander Myasnikyan                     | Aleksandr Myasnikyanplatsen                                    | Kentron          | Ara Shiraz                                |                                            |
| 1982 |      | Tork Angegh                              | Gaiavenyn                                                      | Nor Nork         | Karlen Nurinjanyan                        |                                            |
| 1982 |      | Lev Tolstoj                              | Leo Tolstoyskolan, Azatutyanavenyn 128                         | Arabkir          | Levon Tokmajyan                           | Romeo Julhakyan                            |
| 1984 |      | William Saroyan                          | Komitas Pantheon                                               | Shengavit        | Ar Shiraz                                 | Jim Torosyan                               |
| 1985 |      | Vahagn                                   | Vagharshjangatan                                               | Arabkir          | Armen Aghalyan, G. Grigoryan              | Varagat Harutyunyan                        |
| 1985 |      | Vahagn                                   | Stora patriotiska örlogsparken                                 | Malatia-Sebastia | Suren Nazaryan                            | Garry Rashidyan                            |
| 1985 |      | David Anhaght                            | David Anhaghtgatan                                             | Kanaker-Zeytun   | Serzh Mehrabyan                           | Eduard Safaryan                            |
| 1985 |      | Yeghishe Charents                        | Ringparken                                                     | Kentron          | Nikoghayos Nikoghosyan                    | Jim Torosyan                               |
| 1986 |      | Martiros Sarian                          | Martiros Saryanparken                                          | Kentron          | Levon Tokmajyan                           | Artur Tarkhanyan                           |
| 1987 |      | Raffi                                    | Raffiskolan, Komitasavenyn 36                                  | Arabkir          | Khachatur Iskandaryan                     |                                            |
| 1987 |      | Hakob Meghapart                          | Vid Armenpressbyggnaden, Saryangatan                           | Kentron          | Khachatur Iskandaryan                     |                                            |
| 1987 |      | Armen Tigranjan                          | Ringparken                                                     | Kentron          | Artashes Hovsepjan                        |                                            |
| 1988 |      | Komitas Vardapet                         | Vid Komitas statliga musikkonservatorium i Jerevan             | Kentron          | Ara Harutyunyan                           | Feniks Darbinyan                           |
| 1989 |      | Tigran Petrosjan                         | Vid Tigran Petrosians schackhus                                | Kentron          | Ara Shiraz                                | Karlen Ananyan                             |
| 1989 |      | Hovhannes Shiraz                         | Komitas Pantheon                                               | Shengavit        | Ara Shiraz                                | Aslan Mkhitaryan                           |
| 1990 |      | Vahan Tekeyan                            | Vahan Tekeyan skola nr 92, Armin T. Wegnerstraat               | Malatia-Sebastia | Levon Tokmajyan                           |                                            |
| 1990 |      | Suren Spandaryan                         | Garegin Nzhdehplein                                            | Shengavit        | Tom Gevorgyan                             | L. Gevorgyan, G. Harutyunyan, V. Gevorgyan |
| 1990 |      | Garegin Nzhdeh                           | Christaporgatan 36/1                                           | Erebuni          | Romik Galstyan                            |                                            |
| 1991 |      | Blomsterförsäljande man, kallad Karabala | Terjangatan                                                    | Kentron          | Levon Tokmajyan                           |                                            |
| 1993 |      | Artur Karapetjan                         | Artur Karapetjanparken                                         | Shengavit        | R. Balayan                                |                                            |
| 1995 |      | Moses van Chorene                        | Jerevans statliga universitet                                  | Kentron          | A. Poghosyan                              |                                            |
| 1997 |      | General José de San Martín               | Argentinska skolan nr, 76, Marskalk Baghramianavenyn           | Kentron          |                                           |                                            |
| 1998 |      | Leonid Engibaryan                        | Jerevans cirkus                                                | Kentron          | Levon Tokmajyan                           | Aslan Mkhitaryan                           |
| 1999 |      | Anania Shirakatsi                        | Jerevans statliga universitet                                  | Kentron          | Aram Gharibyan                            |                                            |
| 1999 |      | Andranik Ozanian                         | Vahan Zatikyanpark                                             | Malatia-Sebastia | Rafik Sargsyan                            | Ashot Smbatyan                             |
| 1999 |      | Aram Chatsjatoerjan                      | Jerevans operahus                                              | Kentron          | Yuri Petrosyan                            | Romik Martirosyan                          |
| 1999 |      | Sergej Paradzjanov                       | Komitas Pantheon                                               | Shengavit        | Ara Shiraz                                | Aslan Mkhitaryan'                          |
| 2000 |      | Koning Trdat III                         |                                                                | Malatia-Sebastia | Rafik Sargsyan                            |                                            |
| 2000 |      | Noak                                     | Presidentens residens, Marskalk Baghramianavenyn               | Kentron          | Levon Tokmajyan                           |                                            |
| 2000 |      | Tigranes den store                       | Presidentens residens, Marskalk Baghramianavenyn               | Kentron          | Levon Tokmajyan                           |                                            |
| 2000 |      | William Saroyan                          | William Saroyanskolan nr. 138, Margaryan 1st gatan             | Ajapnyak         | Tigran Arzumanyan                         |                                            |
| 2000 |      | Vahan Terian                             | Ringparken                                                     | Kentron          | Norayr Karganyan                          | Hamlet Khachatryan                         |
| 2001 |      | Andrej Sacharov                          | Sakharovtorget                                                 | Kentron          | Tigran Arzumanyan                         | Levon Ghalumyan                            |
| 2001 |      | Vahan Zatikyan                           | Vahan Zatikyanparken                                           | Malatia-Sebastia | Rafik Sargsyan                            | Ashot Smbatyan                             |
| 2002 |      | Andranik Ozanian                         | Vid Sankt Gregoriuskatedralen                                  | Kentron          | Ara Shiraz                                | Aslan Mkhitaryan                           |
| 2002 |      | Argishti I van Urartu                    | Vid Erebunimuseet                                              | Erebuni          | Levon Tokmajyan                           | Eduard Baroyan                             |
| 2002 |      | Grigor Narekatsi                         | Sebastiagatan                                                  | Malatia-Sebastia | Serzh Mehrabyan                           | Ashot Smbatyan                             |
| 2002 |      | Sahak Partev och Mesrop Mashtot          |                                                                | Kentron          | Ara Sargsyan                              | Romeo Julhakyan                            |
| 2003 |      | Ivan Ajvazovski                          | Nära Komitas konserthus för kammarmusik, Ringparken            | Kentron          | Yuri Petrosyan                            | Stepan Kyurkchyan                          |
| 2003 |      | Soghomon Tehlirian                       | Shinararnerigatan                                              | Ajapnyak         | Levon Tokmajyan                           |                                            |
| 2003 |      | Arno Babajanian                          | Jerevans operahus                                              | Kentron          | Davit Bejanyan                            | Levon Igityan                              |
| 2003 |      | Hovhannes Bagramyan                      | American University of Armenia                                 | Kentron          | Norayr Karaganyan                         |                                            |
| 2003 |      | Daniel Varoejan                          | Daniel Varujangatan                                            | Malatia-Sebastia | A. Avetisyan                              |                                            |
| 2004 |      | Tigranes den store                       | Gaiavenyn                                                      | Nor Nork         | Levon Tokmajyan                           | Razmik Ohanyan                             |
| 2004 |      | Harutyun Shmavonyan                      | Arshakunyatsavenyn                                             | Kentron          | Levon Tokmajyan                           |                                            |
| 2005 |      | Ivan Isakov                              | Admiral Isakovavenyn                                           | Kentron          | Gevorg Gevorgyan, Robert Balasanyan       | Levon Mkrtchyan                            |
| 2004 |      | Lord Byron                               | Fridtjof Nansenparken                                          | Nor Nork         | Hrazdan Tokmajyan                         |                                            |
| 2004 |      | Franz Werfel                             |                                                                |                  | A. Avetisyan                              |                                            |
| 2005 |      | Hovhannes Shiraz                         |                                                                | Malatia-Sebastia | Ara Shiraz                                | Ashot Smbatyan                             |
| 2005 |      | Minas Avetisian                          | Nor Zeytun                                                     | Kanaker-Zeytun   | Gevorg Gevorgyan, Robert Balayan          |                                            |
| 2006 |      | Andranik Ozanian                         | Fedayismuseet                                                  | Shengavit        |                                           |                                            |
| 2006 |      | Sevkaretsi Sako                          | Fedayismuseet                                                  | Shengavit        |                                           |                                            |
| 2006 |      | Tigran Petrosjan                         | Tigran Petrosiangatan                                          | Davtashen        | Norayr Karganyan                          |                                            |
| 2007 |      | Kahlil Gibran                            | Beirutgatan                                                    | Kentron          | Levon Tokmajyan                           |                                            |
| 2007 |      | Kevork Chavush                           | Korsningen Beknazaryan- och Mazmanyangatorna                   | Ajapnyak         | Levon Tokmajyan                           | Zhirayr Petrosyan                          |
| 2007 |      | Monte Melkonian                          | Segerparken                                                    | Kanaker-Zeytun   |                                           |                                            |
| 2008 |      | Tsovinar                                 | Arabkir                                                        | Vigen Avetis     |                                           |                                            |
| 2008 |      | William Saroyan                          | Vid korsningen Terjan- och Moskvagatorna                       | Kentron          | Davit Yerevantsi                          | Ruben Hasratyan, Levon Igityan             |
| 2009 |      | Aram Manukian                            |                                                                | Kentron          | Levon Tokmajyan                           |                                            |
| 2009 |      | Sayat-Nova                               | Vid korsningen Sayat-Novaavenyn och Khanjiangatorna            | Kentron          | Toros Raskelenyan                         |                                            |
| 2009 |      | Viktor Hambartsoemian                    | Jerevans statliga universitet, Observatoriet                   | Kentron          | Tariel Hakopyan                           | Hayk Asatryan                              |
| 2010 |      | Vahagn Davtyan                           | Vahagn Davtjanparken                                           | Arabkir          | Levon Tokmajyan                           |                                            |
| 2010 |      | Gevorg Emin                              | De förälskades park                                            | Kentron          | Ashot Aramyan                             |                                            |
| 2011 |      | Fridtjof Nansen                          | Korsningen Abovjan- och Moskvagatorna                          | Kentron          | Garegin Davtyan                           |                                            |
| 2011 |      | Jules Bastien-Lepage                     | Frankrikeplatsen                                               | Kentron          | Auguste Rodin                             |                                            |
| 2011 |      | Leonardo da Vinci                        | Armeniens nationella universitet för arkitektur och byggnation | Kentron          | Dino de Ranieri                           |                                            |
| 2012 |      | Alexander Mantashev                      | Abovjangatan                                                   | Kentron          | Tigran Arzumanyan                         |                                            |
| 2012 |      | Vahram Papazyan                          | Vahram Papazjangatan                                           | Arabkir          | Levon Tokmajyan                           |                                            |
| 2013 |      | Garo Kahkejian                           | Ernst Thälmannskolan nr. 13, Arshakunjatsavenyn                | Kentron          |                                           |                                            |
| 2013 |      | Gurgen Margaryan                         | Leningradgatan                                                 | Malatia-Sebastia |                                           |                                            |
| 2013 |      | Anton Kochinjan                          | Anton Kochinjangatan                                           | Kentron          | Tigran Arzumanyan                         |                                            |
| 2013 |      | Fridtjof Nansen                          | Fridtjof Nansenparken                                          | Nor Nork         |                                           | Albert Sokhikyan                           |
| 2014 |      | Movses Gorgisjan                         | Movses Gorgisjanparken                                         | Shengavit        | Hayk Tokmajyan                            |                                            |
| 2014 |      | Avag Petrosjan                           | Avag Petrosjangatan                                            | Kentron          | Tigran Arzumajyan                         | Levon Ghalumjan                            |
| 2014 |      | Calouste Gulbenkian                      | Calouste Gulbenkian                                            | Arabkir          | Garegin Davtjan                           |                                            |

## Andra skulpturer
| År   | Bild | Titel                                     | Plats                                             | Distrikt         | Skulptör               | Arkitekt            |
| ---- | ---- | ----------------------------------------- | ------------------------------------------------- | ---------------- | ---------------------- | ------------------- |
| 1965 |      | Vänskapshanden mellan Carrara och Jerevan | Ringparken                                        | Kentron          | Ara Harutyunyan        |                     |
| 1965 |      | Melodi                                    | Vid Jerevans operahus                             | Kentron          | Sargis Baghdasaryan    |                     |
| 1967 |      | Moder Armenien                            | Segerparken                                       | Kanaker-Zeytun   | Ara Harutyunyan        | Rafael Israelyan    |
| 1970 |      | Den återfödde                             | Ringparken                                        | Kentron          | Ruzan Kyurkchyan       |                     |
| 1970 |      | Väntan                                    | Ringparken                                        | Kentron          | Stepan Tarjan          |                     |
| 1970 |      | Vattenförsäljaren                         | Stepan Shahumjanplatsen                           | Kentron          | Hovhannes Bejanyan     | Spartak Kndeghtsyan |
| 1972 |      | Hypernetic-musan                          | Jerevans datorforsknings- och utvecklingsinstitut | Arabkir          | Jervand Kochar         |                     |
| 1973 |      | Anush och Saro                            | Tumanjanparken                                    | Ajapnyak         | Levon Tokmajyan        |                     |
| 1975 |      | Flickan från Van                          | Abovjangatan                                      | Kentron          | Hripsimé Simonyan      |                     |
| 1975 |      | Nor Arabkir                               | Komitasavenyn                                     | Arabkir          | Spartak Kndeghtsyan    |                     |
| 1976 |      | Pepo                                      | Engelska parken                                   | Kentron          | Grigor Aharonyan       | Mark Grigoryan      |
| 1982 |      | Moderskap                                 | Pargev Margarjan barnbördshus, Mashtotsavenyn     | Kentron          | Joeri Minasjan         |                     |
| 1984 |      | Bergdans                                  | Nära Hotel Dvin, Hakop Paronjangatan              | Kentron          | Tigran Arzumanjan      | Ashot Aleksanjan    |
| 1985 |      | Det återfödda Armenien                    | Ringparken                                        | Kentron          | Khoren Ter-Harutyunjan |                     |
| 1985 |      | Kvinnan från Karabach                     | Nära Jerevans operahus                            | Kentron          | Davit Jerevantsi       |                     |
| 1986 |      | Loretsi Sako                              | Tumanyanparken                                    | Ajapnyak         | Sargis Baghdasaryan    |                     |
| 1986 |      | Fred                                      |                                                   | Malatia-Sebastia | Suren Nazarjan         |                     |
| 1990 |      | Fenix                                     | Musikalteatern Panonjan                           | Kentron          | William Petrosjan      |                     |
| 1994 |      | Engel                                     | Barnens järnväg                                   | Kentron          | Hovhannes Muradjan     |                     |
| 1994 |      | Elddans (Lilith)                          | Uruguayplatsen                                    | Kentron          | William Petrosjan      |                     |
| 1994 |      | Jaguar                                    | Barnens järnväg                                   | Kentron          | William Petrosjan      |                     |
| 2001 |      | Prometheus                                | Faustus från Byzantiumgatan                       | Kentron          | Yuri Petrosjan         |                     |
| 2002 |      | Katt                                      | Tamanjangatan                                     | Kentron          | Fernando Botero        |                     |
| 2002 |      | Romersk soldat                            | Tamanjangatan                                     | Kentron          | Fernando Botero        |                     |
| 2002 |      | Moder resande sig från askan              | Tsitsernakaberds folkmordsmonument                | Kentron          | Rostam Avetisyan       |                     |
| 2003 |      | Melankoli                                 | Faustus av Byzantiumgatan                         | Kentron          | Jervand Kochar         | Ashot Karapetyan    |
| 2007 |      | Tghamardik "Männen"                       | Martiros Sarjanparken                             | Kentron          | David Minassjan        |                     |
| 2009 |      | Armenuhi                                  | De förälskades park                               | Kentron          | Hripsime Simonyan      |                     |
| 2012 |      | Evig ledning                              | Korsningen av Moskva- och Teriangatorna           | Kentron          | Davit Yerevantsi       | Ruben Hasratyan     |
| 2012 |      | Rökande kvinna                            | Tamanjangatan                                     | Kentron          | Fernando Botero        |                     |